# Бьерне, Улла
Гулли (Улла) Сесилия Бьерне, урождённая Ольсон (швед. Gully (Ulla) Cecilia Bjerne; 3 января 1890, Сёдерхамн, Швеция — 16 октября 1969, Ловийса, Финляндия) — шведская писательница.

## Биография и творчество
Сесилия Гулли Ольсон родилась в 1890 году в Сёдерхамне. Её родителями были Вильгот Ольсон, торговец, и его жена Хильма Маргарета. Она росла болезненным ребёнком, страдая, в частности, от последствий золотухи. Окончив школу для девочек, с шестнадцатилетнего возраста Улла начала самостоятельно зарабатывать на жизнь. Поскольку её мечтам стать пианисткой или актрисой воспротивился отец, Улла устроилась работать гувернанткой. Затем её дядя помог ей оплатить обучение в Торговом институте в Стокгольме (Påhlman Handelsinstitut), и некоторое время Улла работала секретарём в Мальмё, а затем в Копенгагене. Там она взяла себе имя «Улла Бьерне», поскольку её работодатель путался в чересчур многочисленных фамилиях на «-son».
В 1911 году Улла совершила поездку в Париж, где некоторое время жила на Монмартре и общалась с писателями и художниками. Годы Первой мировой войны она провела в Дании. В 1916 году был издан её первый роман «Mitt andra jag». Последующие произведения Уллы Бьерне печатались и продавались большими тиражами, однако это привело к тому, что впоследствии более крупные издательства видели в ней автора «популярной» литературы. В своих ранних произведениях писательница стремилась создать образ женщины, не связанной социальными условностями и следующей по своему собственному пути.
В послевоенные годы Улла Бьерне путешествовала по Италии, Франции, Финляндии и Сербии. В 1922 году, в Финляндии, она познакомилась с Леоном Бьоде, врачом, и вышла за него замуж. Они поселились в Ловийсе и оставались вместе вплоть до смерти Бьоде в 1968 году. Бьерне продолжала много путешествовать, в том числе во Францию, Италию, Данию, Марокко. Как она сама, так и её муж принимали участие в Советско-финляндской войне 1939—1940 годов и в Советско-финской войне 1941—1944 годов.
В 1950-х — 1960-х годах Улла Бьерне опубликовала ряд произведений автобиографического характера, в том числе трилогию, включающую романы «Livet vänter ej» (1955), «Den glada otryggheten» (1958) и «Botad oskuld» (1961). В некоторых своих произведениях она также давала портреты современников, таких как Исаак Грюневальд, Гёста Адриан-Нильсон, Курт Юнгстедт, Эвальд Дальског и Эверт Таубе. Автобиографической является и её последняя книга «Sardiska stigar» (1963), в основу которой легли воспоминания о пребывании на Сардинии.
Улла Бьерне умерла в 1969 году в Ловийсе.